# Koenraad Vanhoutte
Koenraad Vanhoutte (Ostende, 31 de agosto de 1957) é um padre católico da Diocese de Bruges e bispo auxiliar da Arquidiocese de Mechelen-Bruxelas.

## Biografia
Vanhoutte vem de Moere, uma vila de polder perto de Gistel, de onde também vem o bispo de Antuérpia, Johan Bonny. Ele freqüentou a escola no Onze-Lieve-Vrouwecollege em Gistel (atual Sint-Godelievecollege) e Ostend. Foi ordenado sacerdote em Moere em 17 de julho de 1983. Ele é bacharel em filosofia (Universidade Católica de Lovaina) e doutorado em teologia (Pontifícia Universidade Gregoriana de Roma). Desde 29 de junho de 1985 leciona liturgia e doutrina sacramental geral como professor no Seminário Maior de Bruges.
Em 1 de julho de 2005, foi nomeado Vigário Episcopal para as Paróquias e Liturgia, sucedendo ao falecido Vigário Noël Vangansbeke. Em setembro de 2005, tornou-se cônego do capítulo da catedral. Tornou-se responsável pela pastoral paroquial, pela liturgia e pela formação dos leigos. Foi membro do Conselho Episcopal, do Conselho Episcopal Ampliado, do Colégio dos Consultores e do Conselho Diocesano de Presbíteros. Em 30 de junho de 2006, foi também nomeado presidente do Seminário Maior, após a morte inesperada do cônego Eric Vanden Berghe. Ele ocupou esse cargo até 2016.
Como vigário, Vanhoutte liderou o projeto 'Prédio Paroquial 2008-2012'. Foi presidente da Comissão Litúrgica Diocesana e membro da Comissão Interdiocesana de Cuidados Litúrgicos. Foi responsável pela 'De Bremstruik' em Roeselare e presidente da Obra para as vocações ao sacerdócio, da Academia Teológica - CCV e da Plataforma de Formação Permanente.
Koen Vanhoutte não era incontroverso. Como administrador, por exemplo, ele teria demonstrado poucas emoções e agido de forma calculada, inteligente, mas autoritária. Também foi alegado que ele tomou alguns padres pedófilos sob sua proteção. Sob o bispo Jozef De Kesel, ele também foi chamado de 'bispo sombra'. 

## Administrador Diocesano
Em cada diocese, o bispo é assistido por vários órgãos consultivos, aos quais preside. Estes são o Conselho Episcopal, o Conselho Episcopal Alargado, o Conselho Sacerdotal Diocesano e o Conselho Económico da diocese. Além disso, há o Colégio dos Consultores, composto por alguns membros escolhidos pelo bispo no conselho dos presbíteros e ao qual é atribuída responsabilidade principalmente quando não há mais bispo. O Colégio dos Consultores é geralmente composto pelos vigários da diocese que são membros do conselho diocesano de presbíteros e alguns membros cooptados do conselho de presbíteros.
Vagando uma sede episcopal, compete ao colégio diocesano de consultores eleger sem demora um substituto temporário. Após a renúncia de Dom Roger Vangheluwe , o Colégio de Consultores da Diocese de Bruges reuniu-se para este fim em 26 de abril de 2010 na Casa Episcopal. Este colégio, composto pelos cônegos e vigários Herman Vandecasteele (presidente), Jean-Pierre De Rudder, Kristiaan Depoortere, Antoon Vansteeland, Filip Debruyne e Koen Vanhoutte, complementado pelo cônego Jan Tilleman e pelo padre Jozef Craeynest, eleito em 26 de abril de 2010 Koen Vanhoutte ao administrador diocesano. Ele aceitou a comissão, fez o juramento e pronunciou o credo . O administrador diocesano administrava a diocese, segundo os cânones 416-430 docódigo eclesiástico , até que o papa nomeie um novo bispo. 
Nos círculos eclesiásticos, Koen Vanhoutte era frequentemente mencionado como um possível sucessor de Vangheluwe. No entanto, após a especial comoção provocada pelo bispo anterior, considerou-se mais preferível a nomeação de alguém de fora da diocese e que já possuísse a dignidade episcopal. Em 25 de junho de 2010, Jozef De Kesel , Bispo Auxiliar de Mechelen-Bruxelas , foi nomeado 26º Bispo de Bruges. Em 10 de julho, tomou posse de sua diocese, durante uma cerimônia na Catedral de São Salvador . Isso encerrou a atribuição do administrador diocesano, que mais uma vez assumiu seus cargos anteriores em tempo integral.
Em 14 de julho de 2010, o bispo o nomeou Vigário Geral, mantendo seus poderes anteriores, sucedendo o Vigário Geral Herman Vandecasteele, que recebeu uma dispensa honrosa.
Em 14 de dezembro de 2015, Koen Vanhoutte foi reeleito administrador diocesano depois que Jozef De Kesel tomou posse da sede da Arquidiocese de Mechelen-Bruxelas. Vanhoutte ocupou este cargo até 4 de dezembro de 2016, data em que Lode Aerts assumiu suas funções como o 27º bispo de Bruges. Continuou como vigário geral, sem permanecer presidente do seminário.

## Bispo Auxiliar
Em 18 de maio de 2018, o Papa Francisco nomeou Vanhoutte Bispo Titular de Thagora e Bispo Auxiliar da Arquidiocese de Mechelen-Bruxelas, para o Vicariato de Brabante Flamengo e Mechelen, sucedendo Leon Lemmens, falecido em junho de 2017 .
Ele escolheu como lema Veni sancte Spiritus – Vinde, Espírito Santo. A consagração episcopal foi estabelecida em 2 de setembro de 2018, na Catedral de St. Rumbold em Mechelen.
Após sua nomeação como bispo, houve uma resposta muito positiva de alguns setores. Ele foi descrito no boletim digital Kerknet como 'servo' e 'firme'. Alguém o descreveu como 'integridade', 'equanimidade' e 'pontual'.  O Cardeal De Kesel o descreveu como 'muito devoto, com grande empenho e energia, profundamente religioso e muito preocupado com as pessoas e comunidades religiosas'.  Houve também votos negativos. 